# Koski Tl
Koski Tl (in svedese Koskis) è un comune finlandese di 2227 abitanti, situato nella regione del Varsinais-Suomi.